# Дэн Личжуань
Дэн Личжуань (кит. трад. 邓丽娟, пиньинь Deng Lijuan; род. 12 мая 2000, Лэйян, Хунань) — китайская спортсменка, выступающая в спортивном скалолазании в лазании на скорость. Серебряный призёр летних Олимпийских игр 2024 года. Чемпионка летних Азиатских игр 2022 года.

## Спортивная карьера
Дэн родилась 12 мая 2000 года, является китайской альпинисткой, специализирующаяся в скоростном скалолазании. Одерживала несколько побед на этапах Кубка мира в Бриансоне и Вуцзяне.
Серебряная призёрка женской командной эстафеты на скорость на Азиатских играх 2018 года, обладательница золотой медали женской командной эстафеты на скорость на Азиатских играх 2022 года.
На летних Олимпийских играх 2024 года в Париже, Дэн в дисциплине скорость смогла завоевать серебряную медаль.